# Marise Payne
Marise Ann Payne (Sydney, 29 luglio 1964) è una politica australiana.

## Biografia e carriera politica
Nasce a Sydney da Ann Noreen e William Elliott Payne, veterano della seconda guerra mondiale che lavorava come contabile e agricoltore. Dopo aver frequentato un collegio femminile metodista, si iscrive all'Università del Nuovo Galles del Sud, dove ottiene un Bachelor of Arts e un Bachelor of Laws. Al secondo anno di università rimane peraltro coinvolta in un incidente stradale vicino al villaggio di Michelago, riportando gravi lesioni al collo e fratturandosi l'epistrofeo.
Si iscrive al Partito Liberale d'Australia nel 1982, scalando presto posizioni nel movimento giovanile del partito fino a diventarne presidente federale nel 1989. In seguito alle dimissioni del senatore Bob Woods nel marzo 1997, Payne viene scelta dal Partito liberale per occupare il posto vacante. Si insedia quindi il 9 aprile 1997, venendo successivamente rieletta al Senato alle elezioni del 2001, 2007, 2013, 2016 e 2022. Nel settembre 2023 annuncia invece le sue dimissioni da parlamentare.
Il primo incarico esecutivo, come ministro dei Servizi Umani, le viene affidato dal premier Tony Abbott nel 2013 (e fino al 2015). Nel successivo Governo guidato da Malcolm Turnbull viene nominata ministro della Difesa (dal 2015 al 2018). È poi nominata titolare dei dicasteri degli Affari Esteri (dal 2018) e delle Donne (dal 2019) nel gabinetto esecutivo di Scott Morrison. Lascia entrambi i ministeri il 23 maggio 2022.
Il suo ufficio si trova a Parramatta, nella periferia occidentale di Sydney.